# Open Diputación 2000
L'Open Diputación 2000 è stato un torneo di tennis facente parte della categoria ATP Challenger Series nell'ambito dell'ATP Challenger Series 2000. Il torneo si è giocato a Cordova in Spagna dal 24 al 29 luglio 2000 su campi in cemento.

## Vincitori

### Singolare
Reginald Willems ha battuto in finale  Denis Golovanov con il punteggio di 4–6, 7–5, 7–6(4)

### Doppio
Dejan Petrović  /  Andy Ram hanno battuto in finale  oscar Burrieza /  Daniel Melo con il punteggio di 6–1, 6–4